# Patricia Peña Solari
Nilda Patricia Peña Solari (Santiago, 22 de diciembre de 1950) era una estudiante chilena de licenciatura en Biología de la Universidad de Chile y militante del MIR que fue detenida por agentes de la DINA el 10 de diciembre de 1974. Fue detenida junto a su hermano Mario Peña Solari, quien también es detenido desaparecido. Su nombre forma parte de la Operación Colombo. Tenía 23 años a la fecha de la detención, es una de las mujeres detenidas desaparecidas de la dictadura militar en Chile. Patricia estaba embarazada al momento de la desaparición.

## Una estudiante de licenciatura en Biología detenida por la DINA
Nilda Patricia Peña Solari, soltera, estudiante de licenciatura en Biología, junto a su hermano Mario Fernando Peña Solari, 21 años de edad, estudiante de Arquitectura y ambos militantes del MIR, fueron detenidos por agentes de la Dirección de Inteligencia Nacional DINA. El día 9 de diciembre de 1974, el hogar de los hermanos Peña Solari fue allanado por agentes de la DINA quienes detuvieron a Mario al día siguiente los agentes regresaron por  Patricia.
Ambos detenidos fueron vistos en el cuartel de la DINA ubicado en calle Irán esquina Los Plátanos, conocido como "Venda Sexy". Patricia estuvo en dicho recinto hasta el día 11 de diciembre, siendo entonces hospitalizada por complicaciones de su salud, en la clínica Santa Lucía, de la DINA. El día 12 fue retornada a "Venda Sexy", ignorándose su paradero hasta el día de hoy. Ex presas políticas recluidas en el recinto de Venda Sexy recuerdan haber compartido reclusión con Patricia Peña: María Cristina Zamora Eguiluz fue capturada por la DINA el 12 de diciembre de 1974 y conducida a "Venda Sexy", donde vio en mal estado de Patricia. Beatriz Batasew recuerda que fue arrestada por la DINA el 12 de diciembre de 1974 ella vio a Mario Peña Solari, en "Venda Sexy" junto a Patricia, ambos en mal estado físico debido a apremios recibidos. Los hermanos Mario Fernando y Patricia Peña Solari permanecen detenidos desaparecidos. A la fecha de sus detenciones sus padres habían fallecido.

## Proceso judicial en dictadura
El 30 de diciembre de 1974 se presentó un recurso de amparo ante la Corte de Apelaciones de Santiago, en favor de los dos hermanos detenidos, rol n°1570, fue rechazado el 5 de junio de 1975. El 4 de julio de 1975 se recurre otra vez de amparo ante la Corte de Apelaciones de Santiago, solicitándose a ésta la designación de un Ministro en Visita para que indague y certifique el lugar de reclusión de los amparados. Se niega a esto último. Se remitieron los antecedentes, sin embargo, al 2.º Juzgado del Crimen de Santiago, donde se instruyó la causa rol 83711-7 por desaparecimiento de las dos víctimas. Luego, el proceso pasa a ser tramitado por el ministro Servando Jordán, quien posteriormente se declara incompetente y remite los antecedentes a la Justicia Militar. Esta causa se radicó en la 2a. Fiscalía Militar de Santiago bajo el rol N° 450-80. Finalmente se sobresee temporalmente el proceso. El 18 de octubre de 1989, el Ministerio Público Militar solicita el desarchivo del expediente y se decrete el sobreseimiento definitivo conforme a la Ley de Amnistía el Decreto Ley 2.191, lo que es acogido por el 2.º Juzgado Militar. En segunda instancia, la Corte Marcial confirmó tal resolución, al igual que la Corte Suprema, al rechazar un recurso de queja deducido por la parte perjudicada, quedando a firme el sobreseimiento definitivo.

## Operación Colombo
Meses después de la desaparición de los hermanos Peña Solari, sus nombres fueron incluidos en la nómina que publicó el diario brasileño "O'DIA" y la revista argentina “VEA”, que reprodujeron medios nacionales el 25 de julio de 1974, dando cuenta de supuestos enfrentamientos y en los cuales habrían muerto 119 chilenos. Ambas publicaciones fueron un montaje, los nombres que componían esta lista, corresponden todos a personas que fueron detenidas por la dictadura y que continúan desaparecidas. Los hermanos Peña Solari fue parte del listado de 119 chilenos que son parte del montaje comunicacional denominado Operación Colombo.

## Informe Rettig
Familiares de los hermanos Peña Solari presentaron su caso ante la Comisión Rettig, Comisión de Verdad que tuvo la misión de calificar casos de detenidos desaparecidos y ejecutados durante la dictadura. Sobre el caso de los hermanos Peña Solari, el Informe Rettig señaló que:

“Los días 9 y 10 de diciembre de 1975 fueron detenidos en Santiago los hermanos Mario Fernando PEÑA SOLARI y Nilda Patricia PEÑA SOLARI, ambos militantes del MIR.  El día 11, agentes de la DINA acudieron al domicilio de las víctimas con el fin de obtener medicamentos para Nilda Peña que se encontraba en mal estado de salud.
Los detenidos desaparecieron en poder de la DINA. Hay testimonios de la presencia de ambos hermanos en el recinto denominado la Venda Sexy.  Además Nilda Peña habría sido llevada en algún momento a la Clínica Santa Lucía.
La Comisión está convencida de que la desaparición de ambos fue obra de agentes del Estado, quienes violaron así sus derechos humanos”.

## Proceso judicial en democracia
El caso de los hermanos Peña Solari fue investigado por el magistrado Joaquín Billard. El 4 de abril del 2014, el ministro dictó sentencia de primera instancia en la que condenó a 5 exagentes de la Dirección de Inteligencia Nacional (DINA), por los delitos de secuestros calificados de los hermanos Mario y Nilda Peña Solari, quien estaba embarazada al momento de la desaparición. El su fallo, el ministro Billard condenó a:
Raúl Iturriaga Neumann: 10 años y un día de prisión. Sin beneficios
Risiere Altez España: 10 años y un día de prisión. Sin beneficios
Manuel Carevic Cubillos: 6 años de prisión. Sin beneficios
Hugo Hernández Valle: 6 años de prisión. Sin beneficios
Manuel Rivas Díaz: 3 años de prisión. Se concedió el beneficio de la remisión condicional.
De acuerdo a la investigación realizada en del proceso, se señaló que: “Se tiene justificado en autos, que MARIO FERNANDO PEÑA SOLARI, militante del Movimiento de Izquierda Revolucionaria, fue detenido el día 09 de diciembre de 1974, presumiblemente en la vía pública, por agentes de la Dirección Nacional de Inteligencia. Al día siguiente se presentaron en su domicilio, con el objeto de allanarlo, un grupo de sujetos que se identificaron como funcionarios del Ministerio de Defensa, quienes procedieron en ese acto a detener a NILDA PATRICIA PEÑA SOLARI, señalando al resto de las personas presentes, que sería sólo para formularle un corto interrogatorio. Sin embargo, tanto Nilda Patricia como Mario Fernando Peña Solari, permanecieron detenidos los días posteriores y por un periodo no determinado, en centros de detención de la DINA, siendo el último en el que fueron vistos, el denominado “Venda Sexy”, ubicado en las intersecciones de las calles Irán con Los Plátanos. Hasta la fecha, los hermanos Peña Solari se encuentran desaparecidos e incluso como detenidos desaparecidos”.
El 23 de enero de 2014 la Corte de Apelaciones de Santiago ratificó la sentencia de primera instancia dictada por el ministro Joaquín Billard por el secuestro calificado de los hermanos Mario Fernando y Nilda Patricia Peña Solari. En fallo unánime las ministras Dobra Lusic, Adelita Ravanales y María Teresa Figueroa modificaron las penas dictadas en primera instancia rebajando las condenas. Por lo que la Corte de Apelaciones de Santiago condenó a seis exagentes de la Dirección de Inteligencia Nacional (DINA) a las siguientes penas:
Raúl Iturriaga Neumann: 6 años de prisión, sin beneficios;
Manuel Carevic Cubillos: 6 años de prisión, sin beneficios;
Risiere Altez España: 5 años y 1 día de prisión, sin beneficios;
Hugo Hernández del Valle: 5 años y 1 día de prisión, sin beneficios, y
Manuel Rivas Díaz: 3 años de prisión. Se le concedió el beneficio de la remisión condicional.
La Corte Suprema, el 5 de septiembre del 2014, ratificó la sentencia dictada en la investigación por el delito del secuestro calificado de los Hermanos Peña Solari. En fallo unánime, rol 4300-2014, la Sala Penal integrada por los ministros Milton Juica, Hugo Dolmestch, Carlos Künsemüller, Haroldo Brito y Lamberto Cisternas confirmó las penas aplicadas en la segunda instancia, por lo que se condenó a:
Raúl Iturriaga Neumann y Manuel Carevic Cubillos: 6 años de prisión, sin beneficios;
Risiere Altez España y Hugo Hernández Valle: 5 años y un día de prisión, sin beneficios, y
Manuel Rivas Díaz: 3 años de prisión, con el beneficio de la remisión condicional.